# Dora Schindel
Dora Schindel (geboren am 16. November 1915 in München; gestorben am 11. Januar 2018 in Bonn) war eine deutsche Emigrantin und Zeitzeugin.

## Leben
Dora Schindel wuchs in einem gutbürgerlichen jüdischen Elternhaus auf. 1935 bestand sie ihr Abitur am Mädchenreformrealgymnasium. Sie konnte sich in Deutschland als Jüdin an keiner Universität immatrikulieren und machte 1935–1937 eine Ausbildung zur chemisch-technischen Assistentin. Sie tanzte bei Mary Wigman und blieb später lange Jahre mit ihr in brieflicher Verbindung. 1935 lernte sie Hermann Mathias Görgen kennen, für den sie ab 1937 in Zürich neben ihrem Studium der Kunstgeschichte im politischen Widerstand gegen den Nationalsozialismus arbeitete. In Zürich stand sie auch in Verbindung zu Elisabeth Mann und dem Schweizer Verleger Emil Oprecht. 1939 ging sie mit Görgen nach Genf, von wo aus sie emigrierte Intellektuelle unterstützten. Mit Beginn des Zweiten Weltkrieges verschärfte die Schweiz ihre Gesetzgebung; sie stellte sich nun nur noch als Durchgangsland für Emigranten zur Verfügung. Görgen und Schindel gelang es, für 48 Personen der Gruppe Görgen die Ausreise nach Brasilien zu organisieren. Zur Gruppe gehörten die Romanistin Susanne Bach, der Biologe Alfred Goldschmidt, der Musiker Georg Wassermann, der Schriftsteller Ulrich Becher und der Publizist Walter Kreiser. Da die brasilianische Regierung keine Juden aufnehmen wollte und die deutschjüdischen Mitglieder der Gruppe mit einem J gekennzeichnete Pässe hatten, war es nötig, für sie zunächst tschechische Pässe ohne diesen Zusatz zu beschaffen. Die Gruppe gab sich als Technikerteam aus, die eine Firmengründung in Brasilien beabsichtige. Es gelang, Transitvisa für Frankreich, Spanien und Portugal zu bekommen.
Am 26. April 1941 verließ die Gruppe den Hafen von Lissabon auf dem Weg nach Rio de Janeiro. In Juiz de Fora gründete man die Firma INTEC, die bis 1954 bestand, und Dora Schindel wurde kaufmännische Leiterin. Deutsche Immigranten galten in Brasilien als NS-Spione, durften nicht deutsch sprechen und es wurden Hausdurchsuchungen durchgeführt. Dora Schindel erlernte rasch das Portugiesische Sprache und lebte sich ein. Nach Kriegsende blieben Görgen und Schindel zunächst im Land. 1955 erhielt Schindel die brasilianische Staatsangehörigkeit und übersiedelte in die Schweiz. Sie arbeitete ab 1957 wieder für Görgen, der Abgeordneter in Bonn für die CSU Saar geworden war. 1960 gründeten beide die Deutsch-Brasilianische Gesellschaft. Auch als Görgen Sonderbeauftragter des Bundespresseamtes wurde, begleitete Schindel ihn auf seinen Reisen. 1986 bekam sie wieder den deutschen Pass. 2018 verstarb Dora Schindel im Alter von 102 Jahren in Bonn. Ihr Nachlass befindet sich im Bestand des Deutschen Exilarchivs der Deutschen Nationalbibliothek.

## Quelle
- Sylvia Asmus: Dora Schindel in Memoriam auf der Seite der Deutschen Nationalbibliothek